# C-commande
En syntaxe, la c-commande (constituent-command (anglais)) est une relation entre nœuds dans les arbres syntaxiques. Pour deux nœuds A et B, on dit que A c-commande B si A ne domine pas B, B ne domine pas A, et tous les ancêtres de A ayant strictement plus d'un descendant dominent B. Dans des arbres n'ayant pas de nœud à un seul descendant, cela revient à dire que A domine B s'il a pour frère un ancêtre de B.
Dit d'une autre façon : si A et B sont sœurs (ou frères) ils se c-commandent l'un l'autre. A c-commande les enfants de B, comme B c-commande les enfants de A. Mais nul ne peut c-commander ses parents.
Le trait catégorie prend sa valeur lors de la relation locale entre sœurs.
L'accord se fait avec la c-commande et prend ainsi sa valeur.

## Définition et exemples

### Définition standard

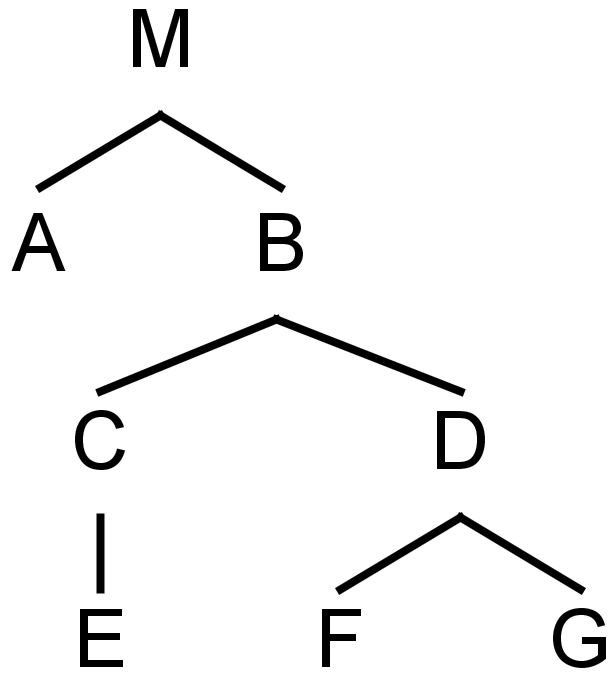
Arbre 1

Dans l'arbre ci-contre, on dit que M est parent ou mère de A et B, que A et B sont enfants ou filles de M, que A et B sont sœurs et que M est grand-parent de C et D.
La définition standard de la c-commande est fondée sur la dominance : N1 domine N2 quand N1 est parent, grand-parent... de N2 (N1 doit être placé au-dessus de N2 et il faut pouvoir tracer un trait de N1 à N2 uniquement de haut en bas). Pour que N1 c-commande N2, la sœur de N1 doit dominer N2. Le nœud N1 c-commande le nœud N2 si et seulement si :
- N1 ne domine pas N2
- N2 ne domine pas N1
- Le plus bas nœud qui domine N1 domine N2.

Cette définition est donnée par Carnie, Haegeman et Radfort.
D'après la définition standard, dans l'arbre ci-contre :
- M ne c-commande aucun nœud car il les domine tous.
- B c-commande A.
- C c-commande D, F et G.
- D c-commande C et E.
- E ne c-commande aucun nœud car il n'a ni sœur ni fille.
- F c-commande G.
- G c-commande F.

Si la relation de c-commandement est réciproque (selon l'exemple, c'est le cas de F et G), on parle de c-commendement symétrique. Dans le cas inverse, on parle de c-commandement asymétrique. L'asymétrie est développée par Richard Kayne dans sa théorie de l'antisymétrie.

### Définition de Reinhart

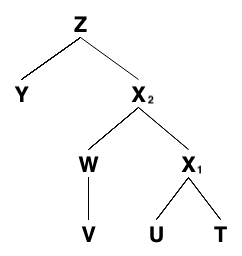
Arbre 2

L'une des plus anciennes définitions, celle de Reinhart, se fonde sur la dominance immédiate. N1 domine immédiatement N2 si N1 domine N2 et si aucun noeud n'est positionné entre eux : ainsi, tout nœud dominant N2 (excepté N1) domine N1 .
Selon cette définition, le noeud N1 c-commande N2 si et seulement si le nœud de ramification X1, qui domine immédiatement N1 :
- Domine N2, ou
- Est immédiatement dominé par X2, qui domine N2.

D'après cette définition, un nœud peut se c-commander et des sœurs peuvent se c-commander. Prenons l'exemple de l'arbre 2 :
- Z ne c-commande aucun noeud car aucun noeud ne le domine immédiatement.
- Y c-commande Y, X2, W, X1, V, U, T.
- X2 c-commande Y, X2, W, X1, V, U, T.
- W c-commande W, X1, V, U, T.
- V ne c-commande aucun nœud car aucun nœud de ramification ne le domine immédiatement.
- U c-commande W, V, U, T.
- T c-commande W, V, U, T.

Des variations de la c-commande sont proposées, notamment la m-commande, employée dans la théorie du gouvernement.

## Historique
Le terme "c-commande" est introduit par Tanya Reinhart dans sa thèse, en 1976. C'est une abréviation de constituent command. Tanya Reinhart remercie Nick Clements qui lui suggéra le terme et l’abréviation . Cependant, la notion est plus ancienne que ce terme : en 1964, Edward Klima évoque des relations entre les nœuds qu'il nomme "en construction avec" (in construction with) . En 1969, Ronald Langacker propose une notion de "commande", similaire.

## Applications

### Théorie du liage

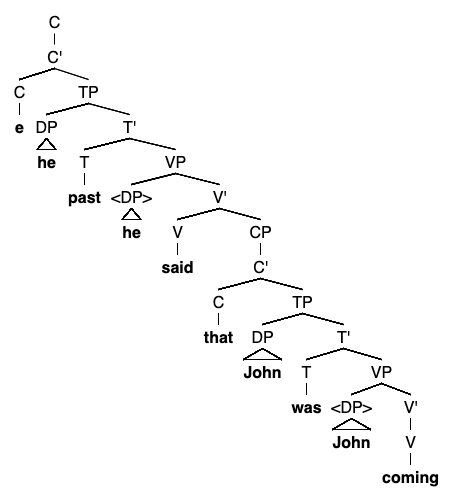
Arbre de la phrase 1

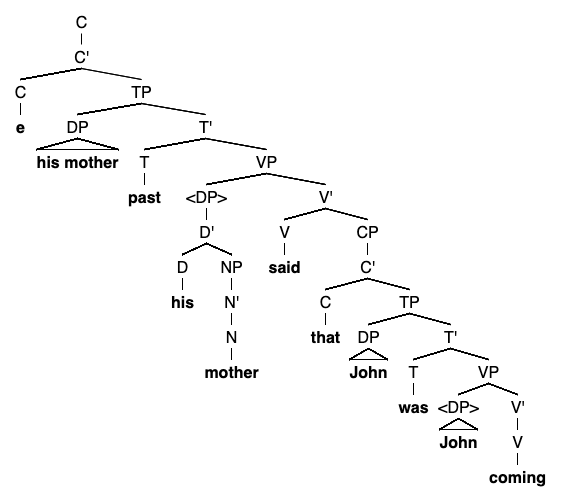
Arbre de la phrase 2

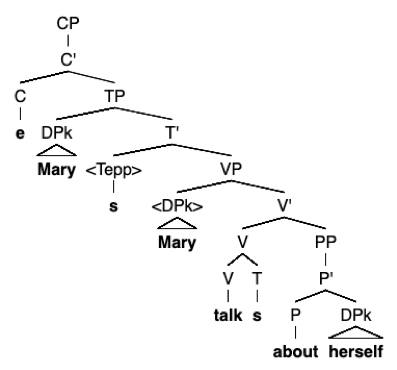
Arbre de la phrase 3

La théorie du liage étudie les relations syntaxiques entre les pronoms et leurs antécédents. Elle consiste en trois principes, desquels dépend la c-commande :
- Principe A : une anaphore doit être lié dans son domaine de liage et être c-commandée et co-indexée avec une determiner phrase (en) (DP) dans son domaine.
- Principe B : un pronom doit être libre dans son domaine de liage et ne doit pas être c-commandé et co-indexé avec une DP dans son domaine.
- Principe C : une R-expression (en) doit être libre.

Si l'élément lié n'est pas c-commandé ni co-référencé avec un antécédent, le liage ne peut avoir lieu. La relation entre pronoms et antécédents est sujette à certaines restrictions. Par exemple, un pronom ne peut pas c-commander son antécédent. Considérons les phrases :
- Phrase 1 : He said that John was coming.
- Phrase 2 : His mother said that John was coming.

Dans la phrase 1, "he" ne peut pas se référer à "John". En effet, "he" c-commande "John" dans l'arbre syntaxique de la phrase 1.
Dans la phrase 2, "his" et "John" peuvent être co-référents, le pronom "his" ne c-commande pas la R-expression "John". Dans l'arbre de la phrase 2, "his" et la NP (Noun pronom) qui domine "mother" sont sœurs mais NP ne domine pas "John". Le pronom est ainsi libre dans son domaine.
La c-commande selon le principe A peut être présentée par l'exemple :
- Phrase 3 : Mary talks about herself.

L'anaphore "herself" obéit au principe A et doit être liée dans son domaine. "herself" doit donc être co-référencé avec un antécédent [Mary] et c-commandé par l'antécédent : ainsi, la sœur de "Mary" doit dominer "herself". Le principe C est également montré par l'arbre de la phrase 3 : la R-expression Mary n'est c-commandée par aucun antécédent DP.

### Liage quantificationnel

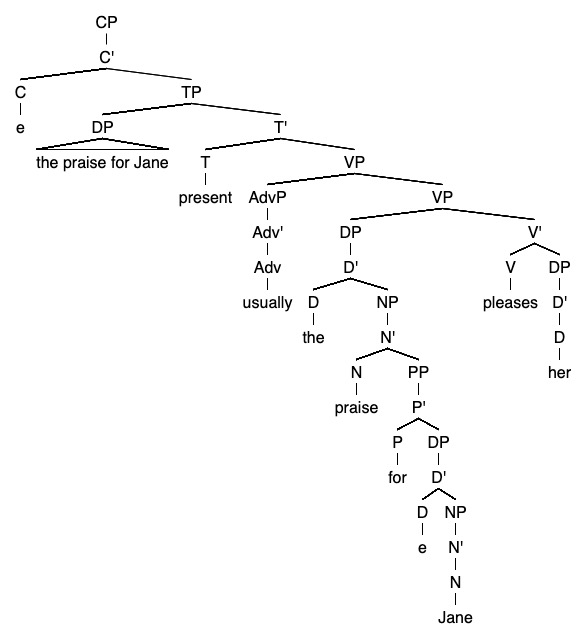
Arbre de la phrase 4

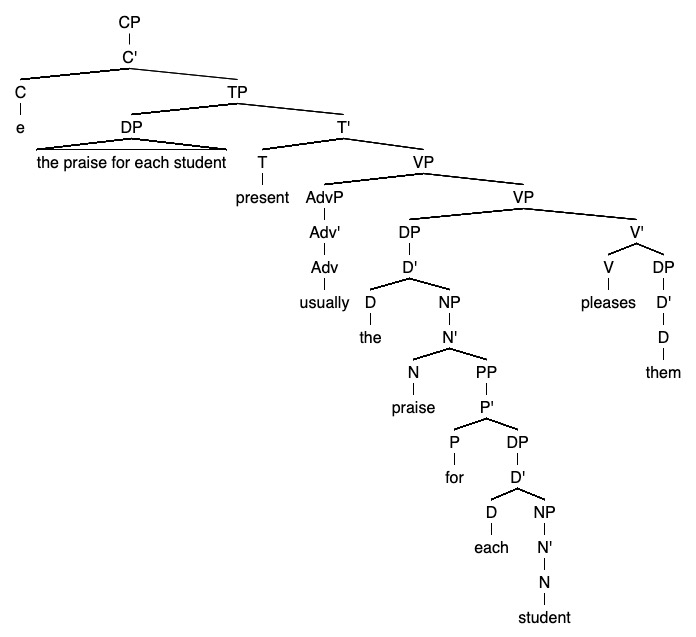
Arbre de la phrase 5

Le liage quantificationnel(quantificational binding) cherche les relations syntaxiques entre pronoms et expressions quantificatrices (Bound variable pronoun (en)). Lié à un antécédent quantificationnel, un pronom est interprété comme variable. Sa valeur n'est pas fixée, mais change pour chaque élément de l'ensemble introduit par cet antécédent. La relation entre expression quantificatrice et pronom est liée à la c-commande. Reinhart propose l'hypothèse que si un pronom a pour antécédent une expression quantificatrice, alors ce pronom est c-commandé par cet antécédent.
D'après les exemples :
- Phrase 4 : The praise for Jane usually pleases her.
- Phrase 5 : The praise for each student usually pleases them.

La phrase 5 est agrammaticale car la DP "each student" n'a pas de sœur qui domine le pronom "them", alors que dans la phrase 4, Jane est l'expression référentielle et aucune expression quantificatrice n'impose la condition de liage avec un pronom. Même si Jane ne c-commande pas her, la phrase est grammaticale.

## Critique et alternatives
L'admissibilité et l'importance de la c-commande en théorie syntaxique est débattue. Dans la majorité des cas, la c-commande est corrélée avec l'ordre linéaire des mots ; si le nœud A c-commande le nœud B, A précède souvent B. De plus, l'ordre des mots en anglais (langue SVO) est positivement corrélé à la hiérarchie des fonctions syntaxique, le sujet précède (et c-commande) l'objet.